# Ovalle
Ovalle – miasto w Chile, stolica prowincji Limarí leżącej w regionie Coquimbo (tzw. IV region). Powierzchnię miasta liczącą 3834.5 km² zamieszkuje 98 089 ludzi.
Miasto założone zostało 21 kwietnia 1831 roku.

## Miasta partnerskie
- Almería, Hiszpania